# Placówka Straży Granicznej II linii „Wolsztyn”

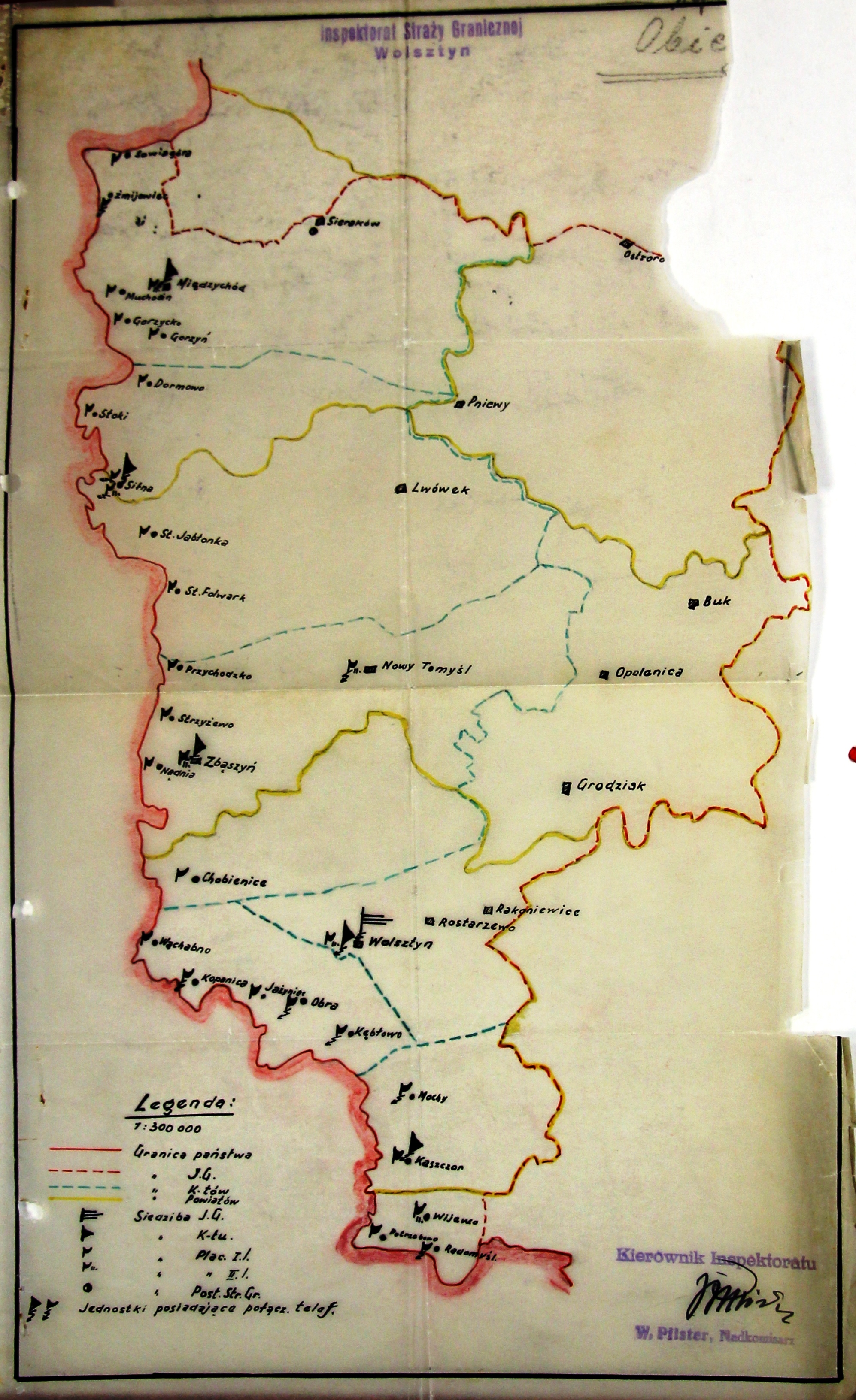
Szkic Inspektoratu Granicznego „Wolsztyn”

Placówka Straży Granicznej II linii „Wolsztyn” – jednostka organizacyjna Straży Granicznej pełniąca służbę wywiadowczą na granicy polsko-niemieckiej w okresie międzywojennym.

## Formowanie i zmiany organizacyjne
Rozporządzeniem Prezydenta Rzeczypospolitej Polskiej Ignacego Mościckiego z 22 marca 1928 roku, do ochrony północnej, zachodniej i południowej granicy państwa, a w szczególności do ich ochrony celnej, powoływano z dniem 2 kwietnia 1928 roku  Straż Graniczną.
Rozkazem nr 3 z 25 kwietnia 1928 roku w sprawie organizacji Wielkopolskiego Inspektoratu Okręgowego dowódca Straży Granicznej gen. bryg. Stefan Pasławski  określił strukturę organizacyjną komisariatu SG „Wolsztyn”. Placówka Straży Granicznej II linii „Wolsztyn” znalazła się w jego strukturze.
Placówka w 1936 roku mieścił się w Wolsztynie, ulica 5 Stycznia 3.